# Major League Soccer 2007
Major League Soccer 2007 byl 12. ročník soutěže Major League Soccer působící ve Spojených státech amerických a premiérově i v Kanadě. Základní část vyhrál tým D.C. United, playoff a celou MLS vyhrál podruhé tým Houston Dynamo.

## Změny
MLS poprvé expandovala do Kanady, do ligy vstoupil celek Toronto FC. Pro kanadský klub platilo, že z MLS se nemá šanci kvalifikovat do Ligy mistrů, tam musí postoupit přes národní šampionát Canadian Championship a také se nemohou kvalifikovat do US Open Cupu.
V MLS se zavedlo pravidlo tzv. „Designated Players“ (DP), jedné zahraniční hvězdy na kterou se nebude vztahovat platový strop. Nejznámějším DP hráčem byl v sezoně 2007 David Beckham v Los Angeles Galaxy.

## Formát soutěže
- Sezona proběhla od 7. dubna do 18. listopadu.
- Třináct týmů bylo rozděleno do dvou konferencí. Východní konference obsahovala po přidání Toronta sedm týmů, Západní hrálo šest týmů. Každý klub odehrál 30 utkání (15 doma, 15 venku), odehrál dva zápasy s každým týmem (jednou doma, jednou venku). To dávalo 24 utkání, zbývajících 6 utkání bylo odehráno proti regionálním rivalům.
- Dva nejlepší týmy z každé konference postoupil do playoff. Následně postoupily čtyři týmy s nejvyšším počtem bodů, nezáleže na konferenci. Semifinále konferencí byla hrána na dvě utkání, postupovale tým s vyšším počtem vstřelených gólů. Konferenční finále i finále ligy byla hrána na jedno utkání. V případě nerozhodného výsledku bylo utkání prodlouženo o 2×15 minut, v případě potřeby o penalty. V soutěži se neuplatňovalo pravidlo venkovních gólů.
- Tým s nejvyšším počtem bodů po základní části získal MLS Supporters' Shield a kvalifikoval se do Ligy mistrů. Další místa v LM získal vítěz MLS Cupu, druhý nejlepší tým základní části a vítěz US Open Cupu. V případě, že se tým kvalifikuje ze dvou různých soutěží (např. vyhraje Supporters' Shield a Open Cup), do LM postupuje i nejlépe postavený tým, který se předtím nekvalifikoval (např. třetí tým MLS). Stejná věc se aplikuje v případě obsazení místa pro postup do LM týmem z Kanady (Toronto), který se nemůže kvalifikovat z americké soutěže, musí z domácího Canadian Championship.
- Nejlepší čtyři týmy základní části (nezáleží na konferenci) postoupilo do North American SuperLigy.
- Tři nejlepší týmy z každé konference získaly automaticky místo v hlavní části US Open Cupu, zbytek musel projít kvalifikací.

## Základní část

### Západní konference
| Poř. | Tým                | Z  | V  | R | P  | VG | OG | B  |
| ---- | ------------------ | -- | -- | - | -- | -- | -- | -- |
| 1.   | CD Chivas USA      | 30 | 15 | 8 | 7  | 46 | 28 | 53 |
| 2.   | Houston Dynamo     | 30 | 15 | 7 | 8  | 43 | 23 | 52 |
| 3.   | FC Dallas          | 30 | 13 | 5 | 12 | 37 | 44 | 44 |
| 4.   | Colorado Rapids    | 30 | 9  | 8 | 13 | 29 | 34 | 35 |
| 5.   | Los Angeles Galaxy | 30 | 9  | 7 | 14 | 38 | 48 | 34 |
| 6.   | Real Salt Lake     | 30 | 6  | 9 | 15 | 34 | 45 | 27 |

|  | Postup do playoff |

### Východní konference
| Poř. | Tým                    | Z  | V  | R  | P  | VG | OG | B  |
| ---- | ---------------------- | -- | -- | -- | -- | -- | -- | -- |
| 1.   | D.C. United            | 30 | 16 | 7  | 7  | 56 | 34 | 55 |
| 2.   | New England Revolution | 30 | 14 | 8  | 8  | 51 | 43 | 50 |
| 3.   | New York Red Bulls     | 30 | 12 | 7  | 11 | 47 | 45 | 43 |
| 4.   | Chicago Fire           | 30 | 10 | 10 | 10 | 31 | 36 | 40 |
| 5.   | Kansas City Wizards    | 30 | 11 | 7  | 12 | 45 | 45 | 40 |
| 6.   | Columbus Crew          | 30 | 9  | 10 | 11 | 39 | 44 | 37 |
| 7.   | Toronto FC             | 30 | 6  | 7  | 17 | 25 | 49 | 25 |

|  | Postup do playoff |

### Celkové pořadí
| Poř. | Tým                        | Z  | V  | R  | P  | VG | OG | B  |
| ---- | -------------------------- | -- | -- | -- | -- | -- | -- | -- |
| 1.   | D.C. United (C)            | 30 | 16 | 7  | 7  | 56 | 34 | 55 |
| 2.   | CD Chivas USA              | 30 | 15 | 8  | 7  | 46 | 28 | 53 |
| 3.   | Houston Dynamo             | 30 | 15 | 7  | 8  | 43 | 23 | 52 |
| 4.   | New England Revolution (P) | 30 | 14 | 8  | 8  | 51 | 43 | 50 |
| 5.   | FC Dallas                  | 30 | 13 | 5  | 12 | 37 | 44 | 44 |
| 6.   | New York Red Bulls         | 30 | 12 | 7  | 11 | 47 | 45 | 43 |
| 7.   | Chicago Fire               | 30 | 10 | 10 | 10 | 31 | 36 | 40 |
| 8.   | Kansas City Wizards        | 30 | 11 | 7  | 12 | 45 | 45 | 40 |
| 9.   | Columbus Crew              | 30 | 9  | 10 | 11 | 39 | 44 | 37 |
| 10.  | Colorado Rapids            | 30 | 9  | 8  | 13 | 29 | 34 | 35 |
| 11.  | Los Angeles Galaxy         | 30 | 9  | 7  | 14 | 38 | 48 | 34 |
| 12.  | Real Salt Lake             | 30 | 6  | 9  | 15 | 34 | 45 | 27 |
| 13.  | Toronto FC                 | 30 | 6  | 7  | 17 | 25 | 49 | 25 |

Vysvětlivky: (C) – vítěz MLS Supporters' Shield, (P) – vítěz US Open Cup
|  | Postup do základní skupiny Ligy mistrů CONCACAF 2008/09 |
|  | Postup do předkola Ligy mistrů CONCACAF 2008/09         |

## Playoff
|  | Čtvrtfinále            | Čtvrtfinále            |                     |        | Semifinále | Semifinále |  |  | Finále | Finále |
|  | Západní konference     |                        |                     |        |            |            |  |  |        |        |
|  |                        |                        |                     |        |            |            |  |  |        |        |
|  | CD Chivas USA          | 0 \| 0                 |                     |        |            |            |  |  |        |        |
|  | CD Chivas USA          | 0 \| 0                 |                     |        |            |            |  |  |        |        |
|  | Kansas City Wizards    | 1 \| 0                 |                     |        |            |            |  |  |        |        |
|  | Kansas City Wizards    | 1 \| 0                 | Kansas City Wizards | 0      |            |            |  |  |        |        |
|  |                        |                        | Kansas City Wizards | 0      |            |            |  |  |        |        |
|  |                        | Houston Dynamo         | 2                   |        |            |            |  |  |        |        |
|  | FC Dallas              | Houston Dynamo         | 2                   | 1 \| 1 |            |            |  |  |        |        |
|  | FC Dallas              |                        |                     | 1 \| 1 |            |            |  |  |        |        |
|  | Houston Dynamo         | 0 \| 4                 |                     |        |            |            |  |  |        |        |
|  | Houston Dynamo         | 0 \| 4                 | Houston Dynamo      | 2      |            |            |  |  |        |        |
|  | Východní konference    |                        | Houston Dynamo      | 2      |            |            |  |  |        |        |
|  |                        | New England Revolution | 1                   |        |            |            |  |  |        |        |
|  | D.C. United            | New England Revolution | 1                   | 0 \| 2 |            |            |  |  |        |        |
|  | D.C. United            |                        |                     | 0 \| 2 |            |            |  |  |        |        |
|  | Chicago Fire           | 1 \| 2                 |                     |        |            |            |  |  |        |        |
|  | Chicago Fire           | 1 \| 2                 | Chicago Fire        | 0      |            |            |  |  |        |        |
|  |                        |                        | Chicago Fire        | 0      |            |            |  |  |        |        |
|  |                        | New England Revolution | 1                   |        |            |            |  |  |        |        |
|  | New York Red Bulls     | New England Revolution | 1                   | 0 \| 0 |            |            |  |  |        |        |
|  | New York Red Bulls     |                        |                     | 0 \| 0 |            |            |  |  |        |        |
|  | New England Revolution | 0 \| 1                 |                     |        |            |            |  |  |        |        |
|  | New England Revolution | 0 \| 1                 |                     |        |            |            |  |  |        |        |

### Finále
| 18. listopadu 2007     |     |                                          |                                                                                         |
| New England Revolution | 1:2 | Houston Dynamo                           | Robert F. Kennedy Memorial Stadium, Washington, D.C. diváci: 39 859 rozhodčí: Alex Prus |
| Taylor Twellman 20'    |     | 61' Joseph Ngwenya 74' Dwayne De Rosario | Robert F. Kennedy Memorial Stadium, Washington, D.C. diváci: 39 859 rozhodčí: Alex Prus |

| New England Revolution | Houston Dynamo |

|             |    |                   |  |     |
|             |    |                   |  |     |
| GK          | 1  | Matt Reis         |  |     |
| DF          | 4  | Avery John        |  |     |
| DF          | 6  | Jay Heaps         |  |     |
| DF          | 15 | Michael Parkhurst |  |     |
| MF          | 13 | Jeff Larentowicz  |  |     |
| MF          | 14 | Steve Ralston     |  | 78' |
| MF          | 18 | Khano Smith       |  | 65' |
| MF          | 21 | Shalrie Joseph    |  |     |
| MF          | 27 | Wells Thompson    |  |     |
| FW          | 11 | Pat Noonan        |  |     |
| FW          | 20 | Taylor Twellman   |  |     |
| Náhradníci: |    |                   |  |     |
| GK          | 12 | Doug Warren       |  |     |
| DF          | 16 | James Riley       |  |     |
| MF          | 22 | Marshall Leonard  |  |     |
| MF          | 25 | Andy Dorman       |  | 78' |
| MF          | 29 | Kenny Mansally    |  |     |
| MF          | 31 | Sainey Nyassi     |  |     |
| FW          | 7  | Adam Cristman     |  |     |
| Trenér:     |    |                   |  |     |
| Steve Nicol |    |                   |  |     |

|                 |    |                   |  |     |
|                 |    |                   |  |     |
| GK              | 18 | Pat Onstad        |  |     |
| DF              | 2  | Eddie Robinson    |  |     |
| DF              | 5  | Ryan Cochrane     |  |     |
| DF              | 16 | Craig Waibel      |  |     |
| DF              | 24 | Wade Barrett      |  | 57' |
| MF              | 9  | Brian Mullan      |  |     |
| MF              | 11 | Brad Davis        |  |     |
| MF              | 14 | Dwayne De Rosario |  |     |
| MF              | 30 | Richard Mulrooney |  |     |
| FW              | 21 | Nate Jaqua        |  |     |
| FW              | 33 | Joseph Ngwenya    |  | 80' |
| Náhradníci:     |    |                   |  |     |
| GK              | 1  | Zach Wells        |  |     |
| DF              | 4  | Patrick Ianni     |  |     |
| MF              | 7  | Chris Wondolowski |  |     |
| MF              | 17 | Mike Chabala      |  |     |
| MF              | 22 | Stuart Holden     |  | 80' |
| MF              | 26 | Corey Ashe        |  |     |
| FW              | 8  | Paul Dalglish     |  |     |
| Trenér:         |    |                   |  |     |
| Dominic Kinnear |    |                   |  |     |

#### Vítěz
| Major League Soccer 2007 Houston Dynamo 2. titul B: James, Onstad, Wells O: Barrett, Cochrane, Ianni, Robinson, Waibel Z: Ashe, Chabala, Clark, Davis, De Rosario, Ebert, Hatzke, Hayden, Holden, Moloi, Mullan, Mulrooney, Wondolowski Ú: Ching, Dalglish, Jaqua, Ngwenya, Ustruck Trenér: Dominic Kinnear |

## MLS All-Star Game 2007
| 19. července 2007                  |     |           |                                                                                               |
| MLS All-Stars                      | 1:0 | Celtic FC | Dick's Sporting Goods Park, Commerce City, Colorado diváci: 18 661 rozhodčí: Baldomero Toledo |
| Juan Pablo Ángel 36' Juan Toja 44' |     |           | Dick's Sporting Goods Park, Commerce City, Colorado diváci: 18 661 rozhodčí: Baldomero Toledo |

| MLS All-Stars | Celtic |

| GK          | 1  | Matt Reis          |  | 47+' |
| CB          | 15 | Michael Parkhurst  |  | 83'  |
| CB          | 12 | Jimmy Conrad       |  |      |
| CB          | 3  | Jonathan Bornstein |  |      |
| LM          | 5  | Ronnie O'Brien     |  | 80'  |
| CM          | 21 | Shalrie Joseph     |  |      |
| CM          | 26 | Ricardo Clark      |  | 60'  |
| RM          | 8  | Juan Toja          |  |      |
| AM          | 14 | Dwayne De Rosario  |  | 65'  |
| FW          | 7  | Eddie Johnson      |  | 65'  |
| FW          | 9  | Juan Pablo Angel   |  | 65'  |
| Náhradníci: |    |                    |  |      |
| GK          |    | Kevin Hartman      |  | 47+' |
| DF          |    | Eddie Pope         |  | 83'  |
| MF          |    | Pablo Mastroeni    |  | 60'  |
| MF          |    | Christian Gómez    |  | 65'  |
| MF          |    | Cobi Jones         |  | 80'  |
| FW          |    | Brian Ching        |  | 65'  |
| FW          |    | Landon Donovan     |  | 65'  |
| Trenér:     |    |                    |  |      |
| Steve Nicol |    |                    |  |      |

|                 |    |                            |  |     |
|                 |    |                            |  |     |
| GK              | 1  | Artur Boruc                |  |     |
| LB              | 3  | Lee Naylor                 |  |     |
| CB              | 44 | Stephen McManus            |  |     |
| CB              | 17 | Steven Pressley            |  | 73' |
| RB              | 12 | Mark Wilson                |  |     |
| LM              | 20 | Jiří Jarošík               |  | 53' |
| CM              | 18 | Massimo Donati             |  | 68' |
| CM              | 8  | Scott Brown                |  |     |
| LM              | 11 | Paul Hartley               |  |     |
| FW              | 27 | Scott McDonald             |  | 66' |
| FW              | 10 | Jan Vennegoor of Hesselink |  | 53' |
| Náhradníci:     |    |                            |  |     |
| CB              | 6  | Bobo Balde                 |  | 73' |
| CM              | 16 | Thomas Gravesen            |  | 68' |
| FW              | 46 | Aiden McGeady              |  | 53' |
| FW              | 7  | Maciej Żurawski            |  | 66' |
| FW              | 9  | Kenny Miller               |  | 53' |
| Trenér:         |    |                            |  |     |
| Gordon Strachan |    |                            |  |     |

## Ocenění

### Nejlepší hráči
- Nejlepší hráč:  Luciano Emilio (D.C. United)
- MLS Golden Boot:  Luciano Emilio (D.C. United)
- Obránce roku:  Michael Parkhurst (New England Revolution)
- Brankář roku:  Brad Guzan (CD Chivas USA)
- Nováček roku:  Maurice Edu (Toronto FC)
- Nejlepší nově příchozí hráč roku:  Luciano Emilio (D.C. United)
- Trenér roku:  Preki (CD Chivas USA)
- Comeback roku:  Eddie Johnson (Kansas City Wizards)
- Gól roku:  Cuauhtémoc Blanco (Chicago Fire)
- Cena Fair Play:  Michael Parkhurst (New England Revolution)
- Humanista roku:  Diego Gutiérrez (Chicago Fire)

#### MLS Best XI 2007
| Brankář                    | Obránci | Záložníci | Útočníci                                                           |
| -------------------------- | --- | --- | ------------------------------------------------------------------ |
| Brad Guzan (CD Chivas USA) | Jonathan Bornstein (CD Chivas USA) Michael Parkhurst (New England Revolution) Eddie Robinson (Houston Dynamo) | Guillermo Barros Schelotto (Columbus Crew) Dwayne De Rosario (Houston Dynamo) Christian Gómez (D.C. United) Sharlie Joseph (New England Revolution) Ben Olsen (D.C. United) | Juan Pablo Ángel (New York Red Bulls) Luciano Emilio (D.C. United) |